# Seixal (freguesia do Seixal)
A Freguesia de Seixal é uma antiga freguesia portuguesa do Município do Seixal, que tinha 2,37 km² de área e 2 776 habitantes (2011), e, por isso, uma densidade populacional de 1 171,3 hab/km².
Foi extinta e agregada às freguesias de Arrentela e Aldeia de Paio Pires, criando-se a União das freguesias do Seixal, Arrentela e Aldeia de Paio Pires.
No Seixal existem numerosos  jardins, complementados pela Baía Natural: um habitat de numerosas espécies (garças, flamingos,gaivotas, patos, etc.).
Esta freguesia perdeu significativamente a sua importância, desde o 25 de abril de 1974, quer a nível populacional, quer comercial.
A transferência do Cais de Embarque da Transtejo para um local longe do núcleo urbano antigo, empobreceu o comércio e a vida da freguesia, fechando comércio, a farmácia, a escola e o jornal local, tendo este marasmo sido auxiliado com a deslocação de todos os serviços da Câmara Municipal do Seixal para as freguesias de Arrentela e Aldeia de Paio Pires.
Com a reorganização do território, o Seixal perde a autonomia de freguesia, passando a englobar a freguesia de Aldeia de Paio Pires-Arrentela-Seixal.

## População
| População da freguesia do Seixal | População da freguesia do Seixal | População da freguesia do Seixal | População da freguesia do Seixal | População da freguesia do Seixal | População da freguesia do Seixal | População da freguesia do Seixal | População da freguesia do Seixal | População da freguesia do Seixal | População da freguesia do Seixal | População da freguesia do Seixal | População da freguesia do Seixal | População da freguesia do Seixal | População da freguesia do Seixal | População da freguesia do Seixal |
| -------------------------------- | -------------------------------- | -------------------------------- | -------------------------------- | -------------------------------- | -------------------------------- | -------------------------------- | -------------------------------- | -------------------------------- | -------------------------------- | -------------------------------- | -------------------------------- | -------------------------------- | -------------------------------- | -------------------------------- |
| 1864                             | 1878                             | 1890                             | 1900                             | 1911                             | 1920                             | 1930                             | 1940                             | 1950                             | 1960                             | 1970                             | 1981                             | 1991                             | 2001                             | 2011                             |
| 2 372                            | 2 036                            | 2 012                            | 2 240                            | 2 914                            | 3 326                            | 3 402                            | 3 959                            | 4 661                            | 4 036                            | 3 706                            | 3 108                            | 2 247                            | 2 506                            | 2 776                            |

| Distribuição da População por Grupos Etários | Distribuição da População por Grupos Etários | Distribuição da População por Grupos Etários | Distribuição da População por Grupos Etários | Distribuição da População por Grupos Etários | Distribuição da População por Grupos Etários | Distribuição da População por Grupos Etários | Distribuição da População por Grupos Etários | Distribuição da População por Grupos Etários | Distribuição da População por Grupos Etários |
| -------------------------------------------- | -------------------------------------------- | -------------------------------------------- | -------------------------------------------- | -------------------------------------------- | -------------------------------------------- | -------------------------------------------- | -------------------------------------------- | -------------------------------------------- | -------------------------------------------- |
| Ano                                          | 0-14 Anos                                    | 15-24 Anos                                   | 25-64 Anos                                   | > 65 Anos                                    |                                              | 0-14 Anos                                    | 15-24 Anos                                   | 25-64 Anos                                   | > 65 Anos                                    |
| 2001                                         | 361                                          | 253                                          | 1 307                                        | 585                                          |                                              | 14,4%                                        | 10,1%                                        | 52,2%                                        | 23,3%                                        |
| 2011                                         | 427                                          | 249                                          | 1 542                                        | 558                                          |                                              | 15,4%                                        | 9,0%                                         | 55,5%                                        | 20,1%                                        |

Média do País no censo de 2001:  0/14 Anos-16,0%; 15/24 Anos-14,3%; 25/64 Anos-53,4%; 65 e mais Anos-16,4%
Média do País no censo de 2011:   0/14 Anos-14,9%; 15/24 Anos-10,9%; 25/64 Anos-55,2%; 65 e mais Anos-19,0%

## Resultados eleitorais

### Eleições autárquicas (Junta de Freguesia)
| Partido      | %    | M    | %    | M    | %    | M    | %    | M    | %    | M    | %    | M    | %    | M    | %    | M    | %    | M    | %    | M    |
| Partido      | 1976 | 1976 | 1979 | 1979 | 1982 | 1982 | 1985 | 1985 | 1989 | 1989 | 1993 | 1993 | 1997 | 1997 | 2001 | 2001 | 2005 | 2005 | 2009 | 2009 |
| ------------ | ---- | ---- | ---- | ---- | ---- | ---- | ---- | ---- | ---- | ---- | ---- | ---- | ---- | ---- | ---- | ---- | ---- | ---- | ---- | ---- |
| FEPU/APU/CDU | 59,2 | 6    | 62,2 | 9    | 62,9 | 9    | 65,2 | 6    | 62,3 | 6    | 64,3 | 6    | 65,0 | 7    | 60,8 | 6    | 59,5 | 6    | 63,0 | 7    |
| PS           | 37,1 | 3    | 22,4 | 3    | 20,8 | 3    | 30,4 | 3    | 19,6 | 2    | 21,0 | 2    | 16,3 | 1    | 23,9 | 2    | 22,0 | 2    | 16,1 | 1    |
| PPD/PSD      |      |      | 12,9 | 1    | 9,4  | 1    |      |      | 13,9 | 1    | 9,8  | 1    | 14,1 | 1    | 10,2 | 1    | 9,5  | 1    | 10,2 | 1    |

## Património
- Residência da Quinta da Trindade (fechada ao público desde 2001)
- Moinho Novo dos Paulistas
- Moinho Velho dos Paulistas
- Igreja Matriz de Nossa Senhora da Conceição (Seixal)
- Jardim dos Mártires da Liberdade
- Baía Natural do Seixal
- Museu da Tipografia Portuguesa - Espaço Memória
- Edifício Paiva Coelho (antiga Escola Primária Feminina)
- Escola Conde de Ferreira (em ruína)
- Bibliotecas e museus das sociedades filarmónicas
- Chafarizes e bebedouros históricos
- As varandas típicas e os candeeiros